# Джонсон, Кларк
Кларк Джо́нсон (англ. Clark Johnson; род. 10 сентября 1954, Филадельфия, Пенсильвания, США) — американский киноактёр и кинорежиссёр.

## Биография
Кларк Джонсон родился в Филадельфии, штат Пенсильвания, но большую часть жизни прожил в Канаде. Там он учился в монреальском Университете Конкордия.
Снимается в кино с 1981 года. Наибольшую известность получил благодаря роли детектива Мелдрика Льюиса в сериале «Убойный отдел». В этом же сериале с постановки отдельных серий началась и режиссёрская карьера Джонсона, а продолжилась в сериалах «Её звали Никита», «Щит» и других. В 2003 году вышел его полнометражный фильм «S.W.A.T. Спецназ города Ангелов» с участием Сэмюэла Л. Джексона и Колина Фаррелла.
В 2013 году Джонсон снялся в  политической комедии «Дом Альфа», написанной  Гарри Трюдо.
У Джонсона есть две сестры: Молли — джазовая певица, Табора — актриса. Он был дважды женат.

## Избранная фильмография

### Актёр
- 1993 — Братья по крови / Blood Brothers
- 1993 — 1999 — Убойный отдел / Homicide: Life on the Street — детектив Мелдрик Льюис
- 2009 — ЗащитнеГ / Defendor — капитан Роджер Фэйрбэнкс
- 2025 — наст. время — Сорвиголова: Рождённый заново /  — Черри

### Режиссёр
- 1996 — 1998 — Убойный отдел / Homicide: Life on the Street
- 1998 — Её звали Никита / La Femme Nikita
- 2000 — Полиция Нью-Йорка / NYPD Blue
- 2001 — Бойкот / Boycott
- 2002 — 2008 — Прослушка / The Wire
- 2002 — 2008 — Щит / The Shield
- 2003 — S.W.A.T. Спецназ города Ангелов / S.W.A.T.
- 2006 — Охранник / The Sentinel